# Brachystoma pectiniferum
Brachystoma pectiniferum är en tvåvingeart som beskrevs av Smith 1969. Brachystoma pectiniferum ingår i släktet Brachystoma och familjen Brachystomatidae. Inga underarter finns listade i Catalogue of Life.